# Expedition: Robinson 2000
Expedition: Robinson 2000 var fjärde säsongen av doku-/realitysåpan Expedition: Robinson. Efter att föregående säsong sänts, valde Sveriges Television att sända en ny säsong av programserien. Anders Lundin fortsatte som programledare. Säsongens första avsnitt sändes den 7 oktober 2000 och avslutades den 30 december samma år. Säsongen utspelade sig i Mensirip i Malaysia, och spelades in under perioden juni-augusti 2000. Slutgiltig vinnare blev Mattias Dalerstedt.

## Deltagare
Precis som i tidigare säsonger tillkom personer efter första landstigningen i sammanslagningen. 

I denna säsong tillkom två jokrar, markerad i fet-kursiv stil. Deltagarna var:
- Adnan Amedi, 23 år, Katrineholm.
- Anne Hausmanis, 33 år, Eskilstuna.
- Arthur Csatho, 38 år, Stockholm.
- Birgitta Andréasson, 47 år, Trelleborg.
- Buba Badije, 32 år, Gävle.
- Charlotta Flyckt, 39 år, Sigtuna.
- Edward Lundberg, 34 år, Stockholm.
- Freddy Lund, 42 år, Åsa.
- Hildegard Krebbs, 61 år, Kungälv.
- Håkan Marklund, 34 år, Skellefteå.
- Johan Hellström, 36 år, Umeå.
- Karin Flinck, 24 år, Stockholm.
- Linda Häggkvist, 22 år, Sundsvall.
- Mattias Dalerstedt, 24 år, Göteborg.
- Roxana Sundström, 28 år, Örebro.
- Ulrika Teijler, 19 år, Vingåker.

## Tävlingen
Expedition Robinson 2000 inleddes med att de från början fjorton deltagarna landsteg på ön och delades in i de två lagen Nord respektive Syd. Före sammanslagningen röstades fem personer hem (i ordning: Birgitta Andreasson, Ulrika Teijler, Karin Flinck, Charlotta Flyckt och Arthur Csatho.) Även deltagaren Buba Badije röstades hem, men då Adnan Amedi tvingades avbryta sin medverkan fick Buba duellera mot Arthur om vem som skulle få stanna kvar. Den duellen vanns av Buba. 
I den sjunde episoden blev det sammanslagning och lag Nord och Syd blev lag Robinson. I samma episod kom jokrarna Anne och Håkan in i spelet. Precis som i tidigare säsonger blev nu tävlan individuell, där vinnaren i varje Robinsontävling blev immun mot utröstning i örådet. Den som nu röstats ut kunde lägga en s.k. "svart röst" på en kvarvarande deltagare. Den rösten blev sedan offentliggjord i nästkommande öråd där personen som fick den rösten fick den som en extra röst (om personen inte var immun). 
I finalen återstod fyra tävlande: Edward, Hildegard, Linda och Mattias. Första finalgrenen blev som i tidigare säsonger Plankan, som gick ut på att deltagarna stod på först tre stockar ute i havet, där sedan programledaren gick och tog bort en stock vid ett visst tillfälle. Till slut var det bara en stock kvar som deltagarna stod på. Vinnare blev Edward, som därmed blev finalklar. Den andra finalgrenen var en frågesport, som vanns av Mattias. Hildegard och Linda blev därmed eliminerade. Som sista gren blev det öråd, där samtliga personer som åkt/röstats ut under sammanslagningen skulle rösta fram vinnaren. 
Finalen tog dock en oväntad tvist då programledaren Anders Lundin meddelade att finalen inte skulle avgöras just då, utan först i december samma år. Istället kom finalen att direktsändas direkt efter att första finalprogrammet sänts. Tittarna skulle få vara med och påverka resultatet, genom att den som fått flest röster hos tittarna fick den extra rösten. Dock spelade inte tittarnas röst någon roll; med sju röster mot två blev Mattias Dalerstedt Robinsonvinnare år 2000. 

### Sändningar[1]
1. 7 oktober 2000 - ca 2 228 000 tittare.
2. 14 oktober 2000 - ca 2 367 000 tittare.
3. 21 oktober 2000 - ca 2 181 000 tittare.
4. 28 oktober 2000 - ca 2 154 000 tittare.
5. 4 november 2000 - ca 2 077 000 tittare.
6. 11 november 2000 - ca 2 439 000 tittare.
7. 18 november 2000 - ca 2 494 000 tittare.
8. 25 november 2000 - ca 2 220 000 tittare.
9. 2 december 2000 - ca 2 449 000 tittare.
10. 9 december 2000 - ca 2 425 000 tittare.
11. 16 december 2000 - ca 2 566 000 tittare.
12. 23 december 2000 - ca 2 487 000 tittare.
13. 30 december (final del 1) 2000 - ca 3 841 000 tittare.
14. 30 december (final del 2) 2000 - ca 4 049 000 tittare.

### Örådsresultat
Tabellen nedan redovisar vem som lade sin röst på respektive person i öråden. 
| Stadium: | Stadium:            | Lagen före sammanslagningen | Lagen före sammanslagningen | Lagen före sammanslagningen | Lagen före sammanslagningen | Lagen före sammanslagningen | Lagen före sammanslagningen | Lagen före sammanslagningen | Lagen efter sammanslagningen | Lagen efter sammanslagningen | Lagen efter sammanslagningen | Lagen efter sammanslagningen | Lagen efter sammanslagningen | Lagen efter sammanslagningen | Lagen efter sammanslagningen | Lagen efter sammanslagningen |          |          |          |          |          |          |
| Datum:   | Datum:              | 7/10                        | 14/10                       | 21/10                       | 28/10                       | 4/11                        | 4/11                        | 11/11                       | 18/11                        | 25/11                        | 2/12                         | 9/12                         | 16/12                        | 23/12                        | 30/12                        | 30/12                        |          |          |          |          |          |          |
| Plats    | Tävlande            | Resultat                    | Resultat                    | Resultat                    | Resultat                    | Resultat                    | Resultat                    | Resultat                    | Resultat                     | Resultat                     | Resultat                     | Resultat                     | Resultat                     | Resultat                     | Resultat                     | Resultat                     | Resultat | Resultat | Resultat | Resultat | Resultat | Resultat |
| 1        | Mattias Dalerstedt  |                             |                             |                             | Charlotta                   | Buba                        |                             |                             | Johan                        | Buba                         | Roxana                       | Freddy                       | Anne                         | Håkan                        |                              |                              |          |          |          |          |          |          |
| 2        | Edward Lundberg     |                             |                             |                             | Charlotta                   | Buba                        |                             |                             | Johan                        | Buba                         | Roxana                       | Freddy                       | Anne                         | Håkan                        |                              |                              |          |          |          |          |          |          |
| 3        | Hildegard Krebbs    |                             |                             |                             | Charlotta                   | Buba                        |                             |                             | Johan                        | Buba                         | Roxana                       | Freddy                       | Anne                         | Håkan                        | -                            | Edward                       |          |          |          |          |          |          |
| 3        | Linda Häggkvist     |                             |                             |                             | Charlotta                   | Buba                        |                             |                             | Johan                        | Buba                         | Roxana                       | Freddy                       | Anne                         | Håkan                        | -                            | Mattias                      |          |          |          |          |          |          |
| 5        | Håkan Marklund      |                             |                             |                             |                             |                             |                             |                             | Johan                        | Buba                         | Hildegard                    | Freddy                       | Mattias                      | Hildegard                    |                              | Mattias                      |          |          |          |          |          |          |
| 6        | Anne Hausmanis      |                             |                             |                             |                             |                             |                             |                             | Johan                        | Buba                         | Roxana Freddy                | Freddy                       | Hildegard                    | Hildegard                    |                              | Mattias                      |          |          |          |          |          |          |
| 7        | Freddy Lund         | Brigitta                    | Ulrika                      | Karin                       |                             |                             |                             | Arthur                      | Edward                       | Buba                         | Hildegard                    | Anne                         | Anne                         |                              |                              | Mattias                      |          |          |          |          |          |          |
| 8        | Roxana Sundström    | Brigitta                    | Ulrika                      | Karin                       |                             |                             |                             | Arthur                      | Edward                       | Buba                         | Hildegard                    | Hildegard                    |                              |                              |                              | Mattias                      |          |          |          |          |          |          |
| 9        | Buba Badije         |                             |                             |                             | Charlotta                   | Hildegard                   |                             |                             | Edward                       | Mattias                      | Edward                       |                              |                              |                              |                              | Mattias                      |          |          |          |          |          |          |
| 10       | Johan Hellström     | Brigitta                    | Ulrika                      | Karin                       |                             |                             |                             | Arthur                      | Edward                       | Edward                       |                              |                              |                              |                              |                              | Mattias                      |          |          |          |          |          |          |
| 11       | Arthur Csatho       | Brigitta                    | Ulrika                      | Karin                       |                             |                             |                             | Freddy                      |                              |                              |                              |                              |                              |                              |                              |                              |          |          |          |          |          |          |
| 12       | Adnan Amedi         |                             |                             |                             | Charlotta                   | Hildegard                   | -                           |                             |                              |                              |                              |                              |                              |                              |                              |                              |          |          |          |          |          |          |
| 13       | Charlotta Flyckt    |                             |                             |                             | Adnan                       |                             |                             |                             |                              |                              |                              |                              |                              |                              |                              |                              |          |          |          |          |          |          |
| 14       | Karin Flinck        | Brigitta                    | Ulrika                      | Arthur                      |                             |                             |                             |                             |                              |                              |                              |                              |                              |                              |                              |                              |          |          |          |          |          |          |
| 15       | Ulrika Teijler      | Freddy                      | Freddy                      |                             |                             |                             |                             |                             |                              |                              |                              |                              |                              |                              |                              |                              |          |          |          |          |          |          |
| 16       | Birgitta Andréasson | Karin                       |                             |                             |                             |                             |                             |                             |                              |                              |                              |                              |                              |                              |                              |                              |          |          |          |          |          |          |

| Kvinnor | Män | Hoppade av tävlingen | Röstade | Röstade inte | Den utslagnes röst | Den utslagne la sin svarta röst på denna deltagare | Medverkade ej i tävlingen |

## Laguppställningar

### Lagen före sammanslagningen
Från början var deltagarna indelade i de två lagen Nord respektive Syd. De deltagare som blev kvar innan sammanslagningen står i bokstavsordning, 
övriga står i röd text i den ordning de åkte ut i.
| Nr | Lag Nord            |
| 1  | Freddy Lund         |
| 2  | Johan Hellström     |
| 3  | Roxana Sundström    |
| 4  | Arthur Csatho       |
| 5  | Karin Flinck        |
| 6  | Ulrika Teijler      |
| 7  | Birgitta Andréasson |

| Nr | Lag Syd            |
| 1  | Edward Lundberg    |
| 2  | Hildegard Krebbs   |
| 3  | Linda Häggkvist    |
| 4  | Mattias Dalerstedt |
| 5  | Adnan Amedi        |
| 6  | Buba Badjie        |
| 7  | Charlotta Flyckt   |

### Lagen efter sammanslagningen
I den sjunde episoden slogs Nord och Syd ihop till ett lag: lag Robinson.

Deltagarna står i den ordning som de röstades ut i, medan vinnaren är markerad i grönt.
| Nr | Lag Robinson       |
| 1  | Mattias Dalerstedt |
| 2  | Edward Lundberg    |
| 3  | Hildegard Krebbs   |
| 3  | Linda Häggkvist    |
| 5  | Håkan Marklund     |
| 6  | Anne Hausmanis     |
| 7  | Freddy Lund        |
| 8  | Roxana Sundström   |
| 9  | Buba Badije        |
| 10 | Johan Hellström    |